# Llarga Marxa 3B
El Llarga Marxa 3B ((xinès), Chang Zheng 3B), també conegut com a CZ-3B i LM-3B, és una coet transportador orbital xinès. Va ser introduït el 1996 i es va posar en marxa des de l'Àrea de llançament 2 i 3 en el Xichang Satellite Launch Center a Sichuan. Un coet de tres etapes amb quatre coets propulsors líquids, Actualment és el membre més potent de la família de coets Llarga Marxa i el més pesant de la família del Llarga Marxa 3, i s'utilitza principalment per col·locar satèl·lits de comunicacions en òrbites geosíncrones.
Una versió millorada, el Llarga Marxa 3B/E, es va introduir el 2007 per augmentar la capacitat de càrrega del coet en GTO i elevar satèl·lits de comunicacions pesants en GEO. El Llarga Marxa 3B també va servir de base per al coet de capacitat mitjana Llarga Marxa 3C, que va ser llançat per primera vegada el 2008. El gener de 2016, els Llarga Marxa 3B i 3B/E han dut a terme 33 llançaments reeixits, amb altres dos que acaben en fracàs parcial o complet.